# Асклепіади

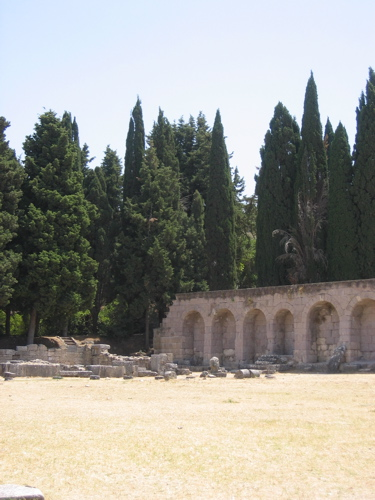
Храм Асклепіадів — Асклепейон на о.Кос

Асклепіади — відома родина давньогрецьких лікарів VII ст. до н. е. — I ст. н. е.

## Історія

### Легендарний родовід
Початок появи родини Асклепіадів пов'язують з давньогрецьким богом лікарів Асклепієм. На той час практичні усі знатні та могутні сім'ї Стародавньої Греції вели свою появу від якогось бога або героя міфів. Для них вони не були нереальними персонажами. До того з різних творів, зокрема Гомера, відомо, що Асклепій був правителем міста Триккі у Фессалії. Тут він прославився через свій лікарський талант. Можливо завдяки цьому (до того ж на той час медична справа тільки починалася) у подальшому наступники сприймали як бога Асклепія. Теж саме у подальшому повториться з найвідомішим представником цієї громади Гіппократом Великим, якому ще за життя надавали божественні знаки шани.
У Асклепія було два сини — Подалір та Махаон, які взяли участь у облозі Трої. Останній під час штурму загинув. Це свідчить про те, що професія лікаря ще не була основною для Асклепіадів. Подалір же у подальшому залишився у Малій Азії, одружившись з донькою царя Карії Дамефа, якого він вилікував. Тут він заснував місто Сірна. За різними джерелами саме місто Сірна визначають як батьківщину родини Асклепіадів.

### Формування школи Асклепіадів
Нащадки Подаліра вже були професійними лікарями. Вони поділилися на три гілки — Коську (на о. Кос), Кнідську (у м. Кнід, Мала Азія) та Родоську (на о. Родос). В цілому замало інформації щодо розвитку цих медичних шкіл. Відомо лише, що вони взаємодіяли між собою, вважаючи себе частинами єдиної родини Асклепіадів. Родоська гілка проте швидко зникла й немає даних стосовно імені жодного лікаря з родини Асклепіадів Родоських.
У Стародавній Греції довгий час основними школами були Коська та Кнідська, які суперничали між собою на професіональному ґрунті. Проте належність до найвідомішого медика Гіппократа (II) допомогло Коській медичній школі взяти гору у цьому медичному протистоянні. Медичні знання передавали з батька до сину, здебільшого усно й за допомогою практичних занять. Першим з Асклепіадів, хто написав медичну книгу, був Гіппократ (I), син Гносідіка, онук Небра. Він присвятив її хірургії. З цього моменту з'являються письмові роботи Асклепіадів з медицини.

#### Коська гілка
Гіппократ був за різними даними 17-м або 19-м нащадком Подаліра, другим лікарем, хто носив ім'я «Гіппократ» серед коських Асклепіадів.
До Гіппократа найвідомішими представниками Асклепіадів з о. Кос були Небр та Гіпполох. Небр мав вже тоді гарний авторитет у грецькому світі, тому під час Першої Священної війни у 590 році до н. е. між союзом міст-оборонців священного міста Дельфи (амфіктіонів) проти міста Крізи Небра запросили до військового табору. Під час облоги амфіктіонами м. Крізи серед них почався мор. Прибулий сюди Небр разом з сином Хризом допомогли виправити ситуацію. До того ж Небр узяв активну участь в облозі. Небр отруїв воду, що текла по водогону до міста, й мешканців Крізи почався пронос. Під час штурму Крізи загинув Хриз Асклепіад. На знак великої шани його поховали на іподромі у Дельфах. При цьому Хриз отримав право на громадський культ. Водночас за поміч у Священної війні Асклепіади отримали привілеї від Дельфійського храму — право першими запитувати за порадою до піфії (те ще мали й єромнемони).
Іншим значним представником родини був Гіпполох, який окрім лікарської справи займався політичною діяльністю. На той час родина коських Асклепіадів була пов'язана з багатьма знатними сім'ями острова. Гіпполох Асклепіад разом з Кадмом, представником аристократів, у 490-х роках очолили о. Кос. У 490 році за їх ініціативи почалося повстання проти перського панування. Проте перси незабаром захопили острів. Гіпполох та Кадм вимушені були втекти.
Проте найвідомішим представником коських та й усіх Асклепіадів був Гіппократ, син Гераклеїда. Саме йому Асклепіади завдячують своєю відомістю та славою. За його бутність встановили гарні стосунки між Асклепіадами та Аргеадами, династією македонських царів. Крім того підтверджені були привілеї Асклепіадів у Дельфах. Для Гіппократа встановили громадський культ із щорічними жертвами. Водночас він був дипломатом, який відстоював інтереси рідного острова. В подальшому на о. Кос карбували монету з обличчям Гіппократа.
Сини Гіппократа — Фессал та Дракон продовжили справу батька. За їхнього часу налагодили відносини з Афінською республікою. У 415—413 роках до н. е. Фессал був громадським лікарем в Афінах, не отримуючи за це ніякої платні. Дракон здебільшого перебував у Македонії при царському дворі. Сини Фессала й Дракона мали імена Гіппократ. Вони продовжували родинну справу. Гіппократ, син Дракона був особистим лікарем Роксани, дружини Олександра Великого. Він загинув у 310 році разом з Роксаною та Олександром IV за наказом македонського правителя Кассандра, син Антипатра. Після цього стосунки коських Асклепіадів з македонськими царями припинилися. Ще раніше лікарем Пилиппа II, царя Македонії, був Крітобул Асклепіад. Він витяг стрілу та вилікував цареві око після поранення у битві біля Метоне (354 рік до н. е.).
Інший представник коських Асклепіадів — Критодем супроводжував Олександра Македонського у його поході до Індії. Критодем вилікував останнього від поранення під час штурму індійської фортеці.
Є дані про інший відомих лікарів — Асклепіадів — Фімбрая (з синами яких звали Гіппократами), учня Гіппократа Великого, а також Праксинакса та його сина Гіппократа. Це були відомі лікарі свого часу — середини IV — початку III ст. до н. е. У цей же час жив Гіппократ (VIII), син Фесала (II), нащадка Фесала (I), сина відомого Гіппократа. Цей Гіппократ (VIII) отримав за якісну та успішну працю лікарем одну з найвищих нагород — золотий вінок.
Завдяки цій родині збудували величні храми — Асклепійони. У деяких з них викладали лікарську науку, в інших влаштовували поклоніння відомому предку Гіппократу. Коські Асклепіади розуміли, що їх родина не досить велика для всієї Греції та довгострокового збереження й поширення знань. Тому, на відміну від родоських Асклепіадів, стали брати учнів з інших родин. Це сприяло розвитку та поширенню медичної науки у світі.

#### Кнідська гілка
Представники цієї гілки не достатньо відомі загалу. Проте свого часу представники кнідських Асклепіадів були відомі й авторитетні. Навіть вступали у професійні дискусії з Гіппократом Асклепіадом, з о. Кос. Знаємо лише двох лікарів з кнідської гілки — Ктесія та Евфоріона. Останній був свого часу таким же знаним та поважним як і відомий Гіппократ Коський, а Ктесій Асклепіад був особистим лікарем перського царя Атаксеркса II Мнемона й його родини, зробив блискучу кар'єру при царському дворі. До того ж Ктесій Асклепіад є автором історичного твору «Історія Персії».
На відміну від коських родичів Асклепіади Кніда займалися медициною гуртом, їх знань — це був результат колективного вивчення медицини. Їх родина більше нагадувала медичну асоціацію лікарів. Вони створили збірку з лікарських знань — «Кнідські вислови» (середина IV ст. до н. е.). В подальшому побудували бібліотеку, де зберігалися здебільшого книги з медицини.
Не зважаючи на це Асклепіади з м. Кнід користувалися у Дельфах такими ж привілеями, що й коські родичі. Для підтвердження їх прав усі Асклепіади повинні були принести особливу клятву належності до цієї поважної родини («Клятва Асклепіадів»). Її закарбували, вона знаходилася у Дельфах. У ній також йдеться про існування «асоціації» (koinon) між коськими та кнідськими Асклепіадами.
Але слава та успіх Гіппократа Коського затьмарив значущість кнідської медичної школи. На початку III ст. до н. е. відбувається занепад Кнідської медичної школи Асклепіадів. Про її представників вже нечутно в часи еллінізму.

### Останні представники
Велич коських Асклепіадів як лікарів була досить вагомою у III ст. до н. е. — I ст. н. е. Багато з них були громадськими лікарями на островах Делос, Мелос, Сірос Дельфах, містах о. Крит (Аполлонія, лебена), малоазійських містах (Галікарнас, Сірна, Ясос та ін.). В цей час діяли Праксагор Старший, його онук Праксагор Молодший, вчитель Герофіла. У період Еллінізму Асклепіади вже оселилися поблизу царських родин — в Олександрії Єгипетській, Пергамі.
Останнім з відомих представників роду Асклепіадів був Ксенофон Коський, що допоміг Агріппіні отруїти імператора Клавдія. При цьому він порушив відому Клятву Гіппократа. Це означало, що вже на той час моральні принципи, якими керувалися Асклепіади протягом століть, значно послабшали. В подальшому Ксенофонт Асклепіад повернувся на о. Кос, де й помер. Після цього даних щодо діяльності представників родини Асклепіадів немає.